# Tarachodes similis
Tarachodes similis es una especie de mantis de la familia Tarachodidae.

## Distribución geográfica
Se encuentra en Costa de Marfil Ghana y Guinea.